# Nils Köbel

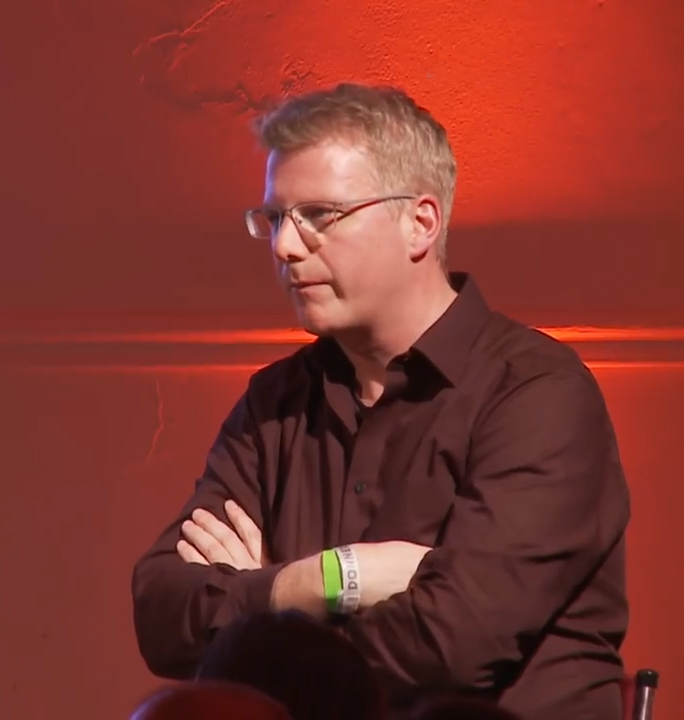
Nils Köbel (2018)

Nils Köbel (* 1977) ist ein deutscher Erziehungswissenschaftler, der seit 2017 als Professor für Pädagogik an der Katholischen Hochschule Mainz lehrt. Einem breiteren Publikum bekannt wurde er als Gastgeber des Podcasts Soziopod, der 2013 mit dem Grimme Online Award ausgezeichnet wurde.

## Werdegang
Köbel studierte ab 1997 Soziologie an der Goethe-Universität in Frankfurt am Main und schloss 2002 mit dem Diplom ab. Ab 2003 war er Promotionsstudent am Institut für Allgemeine Erziehungswissenschaft; von 2005 bis 2007 zudem wissenschaftlicher Mitarbeiter am Deutschen Institut für Internationale Pädagogische Forschung. Köbel wurde 2008 in Frankfurt bei Micha Brumlik promoviert und war anschließend bis 2011 Lehrkraft am Institut für Erziehungswissenschaft der Justus-Liebig-Universität Gießen.
Nach einer Station an der Universität zu Köln war Köbel ab 2012 wissenschaftlicher Mitarbeiter am Institut für Erziehungswissenschaft der Johannes Gutenberg-Universität Mainz. Im Anschluss vertrat er dort ab 2015 die Professur für Allgemeine Erziehungswissenschaft (Stefan Weyers).
Zum Wintersemester 2017 wurde er auf eine Professur für Pädagogik an die Katholische Hochschule Mainz berufen.
Schwerpunkte von Köbels Arbeit sind die Biografie- und Identitätsforschung, Religions- und Moralpädagogik sowie die Theorien der Erziehung, Bildung und Sozialisation.

## Schriften (Auswahl)
- Nils Köbel: Jugend – Identität – Kirche. Eine erzähltheoretische Rekonstruktion kirchlicher Orientierung im Jugendalter. Frankfurt am Main 2008, urn:nbn:de:hebis:30-52907 (uni-frankfurt.de [PDF] Dissertation).
- Jutta Ecarius, Nils Köbel, Kathrin Wahl: Familie, Erziehung und Sozialisation. VS-Verlag, Wiesbaden 2011, ISBN 978-3-531-16566-0.
- Patrick Breitenbach, Nils Köbel: Wie ich wurde, wer ich bin, und was wir einmal sein werden. Streifzüge durch den Garten der Philosophie. Lübbe, Köln 2016, ISBN 978-3-7857-2557-3 (mit Illustrationen von Isabella Blatter).
- Nils Köbel: Identität – Werte – Weltdeutung: Zur biographischen Genese ethischer Lebensorientierungen. Beltz Juventa, Weinheim 2018, ISBN 978-3-7799-3824-8 (Habilitationsschrift).